# Лунин, Виктор Игнатьевич
Виктор Игнатьевич Лунин (5 октября 1843 — 30 декабря 1913) — общественный деятель, частный поверенный, депутат Государственной думы I созыва от Кубанской области и Черноморской губернии.

## Биография
Из дворян Саратовской губернии. Окончил Саратовскую гимназию, после чего поступил на физико-математический факультет Петербургского университета. Исключён за участие в студенческих «беспорядках».
Входил в состав петербургского кружка Старицына, потом организовал свой кружок. Был противником С. Г. Нечаева. 28 декабря 1869 арестован в Санкт-Петербурге и привлечён к Нечаевскому процессу. Провёл в заключении в Петропавловской крепости более года. 1 июня 1871 г. предан суду особого присутствия Санкт-Петербургской судебной палаты по обвинению в знании о существовании заговора и недоведении о сём до сведения правительства. 28 августа 1871 г. оправдан, после чего за ним было установлено строгое негласное наблюдение полиции.
Переехал в Москву, поступил учиться в Петровско-Разумовской академию, принимал участие в студенческих волнениях и был снова исключён из числа студентов. Был народным учителем, устраивал артели, состоял одно время секретарём у Н. Г. Чернышевского. Осенью 1871 г. выехал в Севастополь; потом жил в качестве домашнего учителя в Судаке (Таврическая губерния), куда приехала и невеста Елизавета Беляева. В ноябре 1872 г. вместе с нею выехал в Харьков. В 1879 г. проживал в Владикавказе и был частным поверенным.
Переехав на Северный Кавказ, преподавал в Сочи и Майкопе. Сдал в Армавире экзамен на звание частного поверенного и приобрёл большую известность как практикующий юрист. Основал в г. Армавире Общественное собрание, Общество взаимного кредита, Общество пособия бедным, юридическую консультацию, содействовал открытию 5 начальных школ и гимназии, публичной библиотеки, учебного музея, а также Общества попечения о детях, которое при активном участии Лунина устроило в городе амбулаторию, приют-ясли, аптеку, книжный склад и прочее. Много усилий прилагал для присвоения Армавиру статуса города. Он принял живое участие в строительстве первой в Армавире православной церкви, ночлежного дома для бездомных и так называемой Довжиковой больницы.
В 1905 Лунин организовывал митинги в Армавире. В октябре 1905 г. дом Лунина был сожжён во время погрома, и Лунину с трудом удалось спастись. Он уехал в Париж, и во время пребывания его там заочно был выдвинут и избран в члены первой Государственной думы.
Избрание Лунина в депутаты Государственной думы I созыва от неказачьего населения Кубанской области и Черноморской губернии состоялось 27 мая 1906. Вошёл в состав Трудовой группы. Один из её лидеров. Секретарь комиссии по вопросам гражданского равенства, член комиссии для выработки законопроекта о собраниях. Выступал по поводу законопроекта «О собраниях».
Председатель на совместных заседаниях трудовиков с членами Социал-демократической фракции Государственной Думы в Выборге. 10 июля 1906 года подписал «Выборгское воззвание» и осуждён по ст. 129, ч. 1, п. п. 51 и 3 Уголовного Уложения, приговорён к 3 месяцам тюрьмы и лишён права баллотироваться на любые выборные должности.
Отбыв наказание, вернулся на Северный Кавказ. Продолжал культурную работу в Армавире, но 19 сентября 1912 выслан в административном порядке за пределы региона. Обосновался в Москве и в семидесятилетнем возрасте вступил в число слушателей Народного университета имени А. Л. Шанявского. Скончался 30 декабря 1913 года.
После смерти Лунина прах его был перевезен в Армавир и на 40-й день там похоронен при большом стечении народа. Могила не сохранилась.

## Семья
- Сын — Владимир Викторович Лунин (1883—13.01.1942)  адвокат, принимал активное участие в революционном движении, в 1907 году являлся делегатом Лондонского съезда РСДРП от Северного Кавказа[a]. В 1937 году был арестован. 13 июня 1956 года Военной Коллегией Верховного суда СССР, приговор Военной Коллегии от 19 июня 1938 года отменен, реабилитирован посмертно, дело прекращено за отсутствием состава преступления.  
  - Внук — Борис Владимирович Лунин (18.07.1906 — 18.10.2001) историк, академик РАЕН[10].
  - Внучка — Татьяна Владимировна Лунина, жила и работала в г. Ростове-на-Дону, после замужества поменяла фамилию на Чубученко[источник не указан 3707 дней]. В г. Ростове-на-Дону сейчас живёт её сын Чубученко Юрий Владимирович (1943 г.р.), известный радиолюбитель (позывной RU6LC), а также внук Чубученко Михаил Юрьевич (1969 г.р.) и внучка Чубученко Луиза Юрьевна (1971 г.р.)[источник не указан 3707 дней].

## Комментарии
1. ↑  В 1907 году на 5-м (Лондонском) съезде РСДРП присутствовали три делегата от Северного Кавказа, все три меньшевики: «Нордега», «Алексеев» (М. Н. Смирнов), «Платонов» (И. П. Соколов). Можно предположить, что под псевдонимом Нордега скрывался В. В. Лунин.